# Krucjata liwońska
Krucjata liwońska – podbój średniowiecznej Liwonii w XIII wieku przez Niemców oraz Duńczyków. Terytorium obejmującego w czasach współczesnych Łotwę i Estonię, ostatnich nieschrystianizowanych terenów w środkowo-wschodniej Europie.
2 lutego 1207 roku, wszystkie ziemie pod kontrolą krzyżowców znane jako Terra Mariana zostały ustanowione księstwem zależnym od Świętego Cesarstwa Rzymskiego, a proklamowanym przez papieża Innocentego III podległym wobec Stolicy Apostolskiej.
Po sukcesie krucjaty, zdobywcy podzielili podbite tereny na niemiecką Konfederację Inflancką zorganizowaną przez Wilhelma z Modeny oraz Duńską Estonię.